# Acide hippurique
L'acide hippurique est un dérivé des acides aminés constitué d'un acide benzoïque et de glycine. C'est une molécule qu'on trouve dans l'urine des chevaux (d'où son nom), ainsi que dans celle d'autres herbivores.
C'est une molécule surtout connue pour les tests urinaires. En effet, l'acide paraamino-hippurique (PAH) est utilisé pour mesurer le débit sanguin rénal. C'est une substance endogène qui est filtrée, non réabsorbée et entièrement sécrétée. Sa clairance permet donc de déterminer le débit plasmatique rénal. 
C'est un composant qui est trouvé en grande quantité dans les urines des herbivores. Chez l'homme il se forme après inhalation de toluène, qui sera métabolisé dans le foie et transformé en partie en acide benzoïque.

## Histoire
Justus von Liebig a montré en 1829 que l'acide hippurique différait de l'acide benzoïque et en 1839 détermina sa constitution, alors qu'en 1873, Victor Dessaignes le synthétisa pour la première fois en faisant réagir du chlorure de benzoyle sur un sel de zinc de glycine.
Il a aussi été synthétisé plus tard en chauffant de l'anhydride benzoïque avec de la glycine, ou en chauffant du benzamide avec de l'acide chloroacétique.

## Synthèse
Outre les synthèses historiques citées plus haut, une méthode moderne de synthèse de l'acide hippurique est l'acylation de la glycine par le chlorure de benzoyle :
Il s'agit d'un processus classique d'acylation; le carbone du groupe chlorure d'acyle, du fait de l'électronégativité de ses substituants et par la délocalisation possible de la double liaison C=O sur l'oxygène, est électrophile, et peut subir une substitution nucléophile de la part du groupe amine de la glycine, l'ion chlorure étant de plus un bon groupe partant.

## Réactions
L'acide hippurique est facilement hydrolysé par une solution basique chaude en acide benzoïque et en glycine. L'action de l'acide nitreux le convertit en acide benzoylglycolique (C6H5C(=O)OCH2CO2H). Son ester éthylique réagit avec l'hydrazine pour former l'hydrazine hippuryle (C6H5CONHCH2CONHNH2), qui a été utilisée par Theodor Curtius pour la préparation de l'azoimide.